# 빅토르 웸바냐마
빅토르 웸바냐마(프랑스어: Victor Wembanyama, 프랑스어 발음: [viktɔʁ wɛmbanjama], 2004년 5월 4일~)는 프랑스의 농구 선수로 포지션은 포워드 센터이다. 파리 부근의 르셰네에서 태어났으며 아버지는 자이르(콩고 민주 공화국) 출신의 육상 선수, 어머니는 농구 선수로 활동했다. 어머니의 영향으로 농구를 배웠으며 10세 때 낭테르 92 유소년팀에 합류했다. 2018년에는 스페인의 FC 바르셀로나 유소년팀에 임대되어 합류 제안이 들어왔으나, 본인은 이를 거절했다. 농구선수 데뷔 이전에는 축구 골키퍼로도 활동한 적이 있다.
2023년 NBA 드래프트에서 전체 1위로 전미 농구 협회의 샌안토니오 스퍼스의 지명을 받았으며, 현재 장래가 기대되는 선수로서 주목을 받고 있다.